# Comté de Lewis (Missouri)
Pour les articles homonymes, voir Lewis et Comté de Lewis.
Le comté de Lewis (en anglais : Lewis County) est un comté du Missouri aux États-Unis. Le siège du comté est Monticello.